# 아키타 국제대학
아키타 국제대학(일본어: 国際教養大学, Akita International University)은 아키타현 아키타시에 위치한 일본의 공립대학이다. 2004년에 미국의 리버럴 아츠 칼리지를 모델로 설립되었으며, 전과목을 영어로 수업하는 일본의 몇 안되는 대학 중 하나이다. 아키타 국제대학은 현재 전세계 157개의 기관과 협력관계를 맺고 있다.
현재 국제경영 및 국제학 학사과정을 운영하고 있으며, 일본어 교육 및 영어 교육 석사과정을 운영하고 있다. 외국어 수업을 제외한 모든 수업은 영어로 이루어지며, 학부생들은 1년간 해외에서 공부하도록 하고 있다.